# Fernando Correa
Fernando Correa est un footballeur uruguayen né le 6 janvier 1974 à Montevideo. Il évolue au poste d'attaquant.

## Carrière
- 1992-1995 : River Plate ( Uruguay)
- 1995-1996 : Atlético Madrid ( Espagne)
- 1996-1998 : Racing Santander ( Espagne)
- 1998-2003 : Atlético Madrid ( Espagne)
- 2003-2005 : RCD Majorque ( Espagne)
- 2005-2006 : Real Valladolid ( Espagne)
- 2006 : River Plate ( Uruguay)
- 2007 : Shanghai Shenhua ( Chine)
- 2007-2009 : Peñarol ( Uruguay)
- 2009-2011 : River Plate ( Uruguay)[1]

## Palmarès
- Champion d'Espagne en 1996 avec l'Atlético de Madrid
- Champion d'Espagne de D2 en 2002 avec l'Atlético de Madrid
- Vainqueur de la Coupe d'Espagne en 1996 avec l'Atlético de Madrid
- Champion d'Uruguay (Apertura) en 2008 avec le CA Peñarol

## Dopage
Lors de sa dernière sélection à domicile contre le Venezuela (défaîte 3-0) le 31 mars 2004, il a été contrôlé positif à la cocaïne.